# Baseball aux Jeux d'Amérique centrale et des Caraïbes de 2010
Navigation
2006 2014
L'épreuve de baseball des Jeux d'Amérique centrale et des Caraïbes de 2010 s'est déroulée à Mayagüez et Aguadilla au Porto Rico du 20 au 28 juillet.
Seul un tournoi masculin est disputé. Les rencontres se jouent au Isidoro García Stadium et au Luis A. Canena Marquez Stadium où la République dominicaine remporte son troisième titre dans la compétition devant le Mexique en s'imposant 3-2 en finale.
Cuba, tenant du titre, ne participait pas à l'épreuve. L'ensemble de la délégation cubaine n'a pas participé aux Jeux qui se déroulaient dans cet État associé des États-Unis où l'embargo américain contre Cuba est en vigueur.

## Participants
Neuf équipes participent à cette édition:
| Poule A                  | Poule A          |
| ------------------------ | ---------------- |
| Guatemala                | 10e Jeux de 2006 |
| Îles Vierges américaines |                  |
| Panama                   | 7e Jeux de 2006  |
| Porto Rico               | 8e Jeux de 2006  |
| Venezuela                | Jeux de 2006     |

| Poule B          | Poule B         |
| ---------------- | --------------- |
| Antilles ND      |                 |
| Mexique          | Jeux de 2006    |
| Nicaragua        | 6e Jeux de 2006 |
| Rép. dominicaine | Jeux de 2006    |

## Format du tournoi
Les équipes sont réparties en deux poules au format round robin. Les deux premiers de chaque poules sont qualifiés directement pour les demi-finales. Des play-off croisés entre deuxièmes et troisièmes de poule déterminent les deux autres qualifiés en demi-finale. Les perdants des demi-finales s'affrontent pour la médaille de bronze et les gagnants en finale pour le titre.
Si une équipe mène par dix points d'écart à partir de la 7e manche (ou suivante), le match est arrêté en vertu de la mercy rule.

## Premier tour

### Groupe A
| Date       | Lieu                           | Recevant     | Visiteur     | Score         |
| ---------- | ------------------------------ | ------------ | ------------ | ------------- |
| 20 juillet | Isidoro García Stadium         | Porto Rico   | Guatemala    | 9 - 0 (7 m.)  |
| 21 juillet | Isidoro García Stadium         | Panama       | Îles Vierges | 1 - 0         |
| 21 juillet | Isidoro García Stadium         | Porto Rico   | Venezuela    | 3 - 2 (10 m.) |
| 22 juillet | Isidoro García Stadium         | Guatemala    | Îles Vierges | 7 - 6 (11 m.) |
| 22 juillet | Isidoro García Stadium         | Panama       | Porto Rico   | 0 - 6         |
| 20 juillet | Isidoro García Stadium         | Venezuela    | Guatemala    | 20 - 0 (7 m.) |
| 24 juillet | Isidoro García Stadium         | Venezuela    | Panama       | 2 - 1 (10 m.) |
| 24 juillet | Isidoro García Stadium         | Guatemala    | Panama       | 0 - 15 (7 m.) |
| 24 juillet | Isidoro García Stadium         | Îles Vierges | Venezuela    | 0 - 11 (6 m.) |
| 25 juillet | Luis A. Canena Marquez Stadium | Îles Vierges | Porto Rico   | 0 - 6         |

| Pl. | Équipe                   | J | V | D | PM | PC | %     |
| --- | ------------------------ | - | - | - | -- | -- | ----- |
| 1   | Porto Rico               | 4 | 4 | 0 | 24 | 2  | 1.000 |
| 2   | Venezuela                | 4 | 3 | 1 | 35 | 4  | .750  |
| 3   | Panama                   | 4 | 2 | 2 | 17 | 8  | .500  |
| 4   | Guatemala                | 4 | 1 | 3 | 7  | 50 | .250  |
| 5   | Îles Vierges américaines | 4 | 0 | 4 | 6  | 25 | .000  |

### Groupe B
| Date       | Lieu                           | Recevant         | Visiteur         | Score         |
| ---------- | ------------------------------ | ---------------- | ---------------- | ------------- |
| 21 juillet | Isidoro García Stadium         | Nicaragua        | Rép. dominicaine | 1 - 10        |
| 23 juillet | Luis A. Canena Marquez Stadium | Antilles ND      | Nicaragua        | 0 - 6         |
| 24 juillet | Luis A. Canena Marquez Stadium | Mexique          | Nicaragua        | 2 - 5 (11 m.) |
| 24 juillet | Luis A. Canena Marquez Stadium | Antilles ND      | Rép. dominicaine | 2 - 8         |
| 25 juillet | Isidoro García Stadium         | Mexique          | Antilles ND      | 3 - 2 (10 m.) |
| 25 juillet | Isidoro García Stadium         | Rép. dominicaine | Mexique          | 1 - 2         |

| Pl. | Équipe           | J | V | D | PM | PC | %    |
| --- | ---------------- | - | - | - | -- | -- | ---- |
| 1   | Rép. dominicaine | 3 | 2 | 1 | 19 | 5  | .667 |
| 2   | Mexique          | 2 | 2 | 1 | 7  | 8  | .667 |
| 3   | Nicaragua        | 3 | 2 | 1 | 12 | 12 | .667 |
| 4   | Antilles ND      | 3 | 0 | 3 | 4  | 17 | .000 |

## Phase finale

### Tableau
|  | Play-Offs 26 juillet 2011          | Play-Offs 26 juillet 2011          |                                    |                                    | Demi-finales 27 juillet 2011       | Demi-finales 27 juillet 2011       |  |  | Finales 28 juillet 2011            | Finales 28 juillet 2011            |
|  | Play-Offs 26 juillet 2011          | Play-Offs 26 juillet 2011          |                                    |                                    | Demi-finales 27 juillet 2011       | Demi-finales 27 juillet 2011       |  |  | Finales 28 juillet 2011            | Finales 28 juillet 2011            |
|  |                                    |                                    |                                    |                                    |                                    |                                    |  |  |                                    |                                    |
|  | Isidoro García Stadium, à Mayagüez | Isidoro García Stadium, à Mayagüez |                                    |                                    | Isidoro García Stadium, à Mayagüez | Isidoro García Stadium, à Mayagüez |  |  | Isidoro García Stadium, à Mayagüez | Isidoro García Stadium, à Mayagüez |
|  | Isidoro García Stadium, à Mayagüez | Isidoro García Stadium, à Mayagüez |                                    |                                    | Isidoro García Stadium, à Mayagüez | Isidoro García Stadium, à Mayagüez |  |  | Isidoro García Stadium, à Mayagüez | Isidoro García Stadium, à Mayagüez |
|  | Isidoro García Stadium, à Mayagüez | Isidoro García Stadium, à Mayagüez | Rép. dominicaine                   | 6                                  |                                    |                                    |  |  | Isidoro García Stadium, à Mayagüez | Isidoro García Stadium, à Mayagüez |
|  | Venezuela                          | 0                                  | Rép. dominicaine                   | 6                                  |                                    |                                    |  |  | Isidoro García Stadium, à Mayagüez | Isidoro García Stadium, à Mayagüez |
|  | Venezuela                          | 0                                  | Nicaragua                          | 5                                  |                                    |                                    |  |  | Isidoro García Stadium, à Mayagüez | Isidoro García Stadium, à Mayagüez |
|  | Nicaragua                          | 2                                  | Nicaragua                          | 5                                  |                                    |                                    |  |  | Isidoro García Stadium, à Mayagüez | Isidoro García Stadium, à Mayagüez |
|  | Nicaragua                          | 2                                  | Isidoro García Stadium, à Mayagüez | Isidoro García Stadium, à Mayagüez | Mexique                            | 2                                  |  |  |                                    |                                    |
|  | Isidoro García Stadium, à Mayagüez |                                    | Isidoro García Stadium, à Mayagüez | Isidoro García Stadium, à Mayagüez | Mexique                            | 2                                  |  |  |                                    |                                    |
|  |                                    | Rép. dominicaine                   | Isidoro García Stadium, à Mayagüez | Isidoro García Stadium, à Mayagüez | 3                                  |                                    |  |  |                                    |                                    |
|  | Mexique                            | Rép. dominicaine                   | Isidoro García Stadium, à Mayagüez | Isidoro García Stadium, à Mayagüez | 3                                  | 7                                  |  |  |                                    |                                    |
|  | Mexique                            | Porto Rico                         | 0                                  |                                    |                                    | 7                                  |  |  |                                    |                                    |
|  | Panama                             | Porto Rico                         | 0                                  | 0                                  |                                    |                                    |  |  |                                    |                                    |
|  | Panama                             | Mexique                            | 1                                  | 0                                  |                                    |                                    |  |  |                                    |                                    |
|  |                                    | Mexique                            | 1                                  | Match pour la 3e place             |                                    |                                    |  |  |                                    |                                    |
|  |                                    |                                    |                                    |                                    |                                    |                                    |  |  |                                    |                                    |
|  | Isidoro García Stadium, à Mayagüez |                                    |                                    |                                    |                                    |                                    |  |  |                                    |                                    |
|  |                                    |                                    |                                    |                                    |                                    |                                    |  |  |                                    |                                    |
|  | Porto Rico                         | 6                                  |                                    |                                    |                                    |                                    |  |  |                                    |                                    |
|  | Porto Rico                         | 6                                  |                                    |                                    |                                    |                                    |  |  |                                    |                                    |
|  | Nicaragua                          | 7                                  |                                    |                                    |                                    |                                    |  |  |                                    |                                    |
|  | Nicaragua                          | 7                                  |                                    |                                    |                                    |                                    |  |  |                                    |                                    |

### Scores
| Match         | Date       | Lieu                   | Recevant         | Visiteur         | Score |
| ------------- | ---------- | ---------------------- | ---------------- | ---------------- | ----- |
| Play-offs     | 26 juillet | Isidoro García Stadium | Venezuela        | Nicaragua        | 0 - 2 |
| Play-offs     | 26 juillet | Isidoro García Stadium | Mexique          | Panama           | 7 - 0 |
| Demi-finales  | 27 juillet | Isidoro García Stadium | Rép. dominicaine | Nicaragua        | 6 - 5 |
| Demi-finales  | 27 juillet | Isidoro García Stadium | Porto Rico       | Mexique          | 0 - 1 |
| Petite finale | 28 juillet | Isidoro García Stadium | Porto Rico       | Nicaragua        | 6 - 7 |
| Finale        | 28 juillet | Isidoro García Stadium | Mexique          | Rép. dominicaine | 2 - 3 |

## Classement final
| Pl. | Sélection                |
| --- | ------------------------ |
|     | Rép. dominicaine         |
|     | Mexique                  |
|     | Nicaragua                |
| 4   | Porto Rico               |
| 5   | Venezuela                |
| 6   | Panama                   |
| 7   | Guatemala                |
| 8   | Antilles ND              |
| 9   | Îles Vierges américaines |

## Récompenses
Voici les leaders des statistiques à l'issue de la compétition:
| Récompense                          | Joueur                 |
| ----------------------------------- | ---------------------- |
| Meilleur Ratio victoires-défaites   | Andrew Urena (2-0)     |
| Meilleure Moyenne de points mérités | Carlos Elizalde (0,00) |
| Plus de Retraits sur des prises     | Alberto Acosta (12)    |
| Meilleure moyenne au bâton          | Humberto Sosa (,692)   |
| Meilleure moyenne de puissance      | Carlos Quiroz (1,053)  |
| Plus de coups de circuits           | Carlos Quiroz (2)      |
| Plus de points produits             | Jhonnatan Sivira (6)   |
| Plus de points marqués              | Bernabe Castro (8)     |
| Plus de bases volées                | Bernabe Castro (5)     |